# Scaptomyza caliginosa
Scaptomyza caliginosa är en tvåvingeart som beskrevs av Hardy 1967. Scaptomyza caliginosa ingår i släktet Scaptomyza och familjen daggflugor. Inga underarter finns listade i Catalogue of Life.